# Walter Grünfeld
Walter Grünfeld (ur. 2 października 1908 w Katowicach, zm. 1988) – niemiecki ekonomista i przedsiębiorca pochodzenia żydowskiego.
Ukończył Państwowe Gimnazjum Humanistyczne w Katowicach. Po praktykach w firmie budowlanej swojego ojca, rozpoczął studia architektoniczne na Politechnice Berlińskiej, a następnie przeniósł się na wydział ekonomiczny tej samej uczelni. Kontynuował naukę na Politechnice Monachijskiej, gdzie w 1931 roku uzyskał stopień magistra ekonomii. W semestrze 1931/32 studiował również na Uniwersytecie Wrocławskim, gdzie rozpoczął pracę nad swoją rozprawą doktorską.
Z powodu dyskryminacji żydowskich studentów w Niemczech, Grünfeld zdecydował się kontynuować swoje studia na Uniwersytecie w Bazylei w Szwajcarii, gdzie ukończył swoją rozprawę pod kierunkiem prof. dra Edgara Salina. Jego praca „Die Auslandsverschuldung Polens” (Zadłużenie zagraniczne Polski), wydana w 1936 roku, jest ważnym wkładem w literaturę ekonomiczną dotyczącą Polski.
Po zakończeniu studiów, Grünfeld powrócił do Katowic, gdzie współpracował z ojcem w rodzinnym przedsiębiorstwie. W 1936 roku został przyjęty do elitarnego Stowarzyszenia Humanitarnego „Concordia” B’nai B’rith w Katowicach. Po wybuchu II wojny światowej wyjechał do Warszawy, a następnie do Włoch, Turcji i Palestyny. Ostatecznie osiedlił się w Rodezji Północnej, gdzie pracował jako księgowy w kopalniach Mufulira. 
W 1947 roku wyjechał do RPA i związał się z przemysłem metalurgicznym i wydobywczym. Dołączył do firmy Minerals and Plant (Pty.) Ltd., ówczesnego przedstawiciela Derby and Co. Ltd. z Londynu, i jako kierownik zajmował się głównie eksportem południowoafrykańskich surowców. Piął się po szczeblach kariery, zostając dyrektorem zarządzającym tego, jak i kilku innych przedsiębiorstw. W 1948 roku poślubił Louise Rose Beate Speyer, z którą miał jednego syna.